# Cubicolario

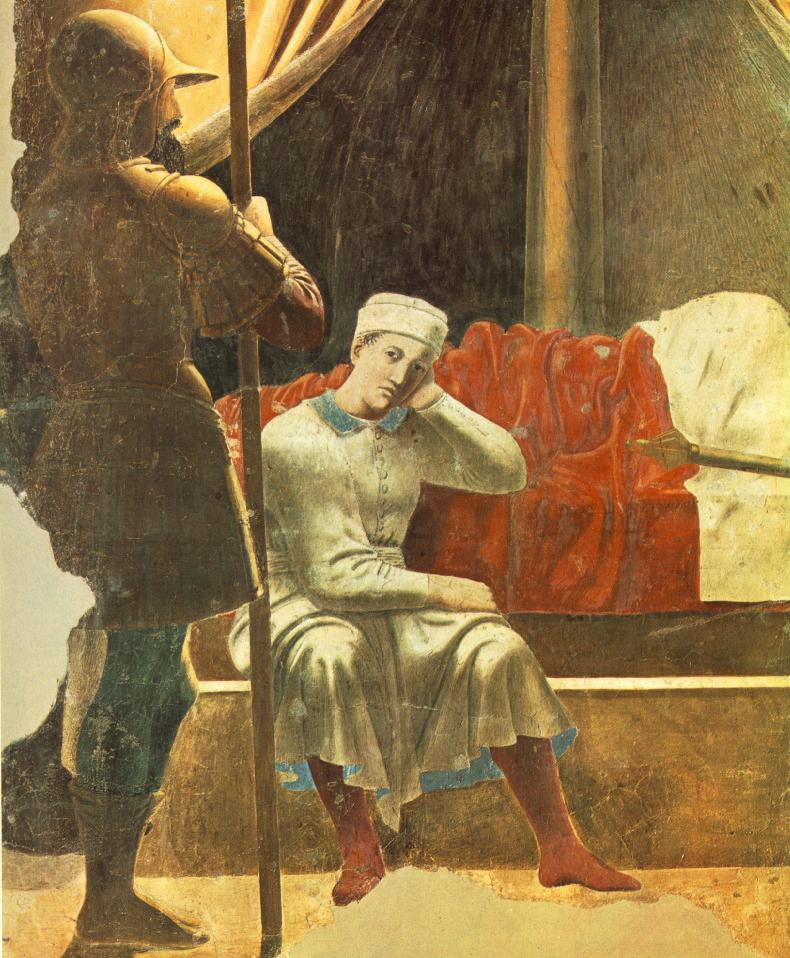
Piero della Francesca, Sogno di Costantino: particolare col giovane cubicolario dell'imperatore

Il cubicolario, o cubiculario (dal latino: cubicularius), è, letteralmente, "l'addetto alla camera da letto". In origine, era così chiamato lo schiavo o il liberto addetto alla custodia della stanza da letto (il cubicolo, latino: cubiculum) del padrone romano.

## Cubicolario imperiale romano e bizantino
In epoca imperiale il cubicolario dell'imperatore divenne col tempo il titolo di un particolare liberto dotato di ampi poteri in virtù del proprio rapporto privilegiato con la persona dell'imperatore.
Tale funzione passò quindi direttamente in epoca medievale all'impero bizantino, dove quello di cubicolario divenne il titolo proprio di un alto funzionario della corte imperiale, strettamente legato al basileus.

## Cubicolario del papa
Presso la corte pontificia cubicolario o cameriere segreto sono i titoli propri degli addetti al servizio personale del papa. In questo distinti dai camerlenghi, addetti invece alla camera del tesoro. Attualmente gli assistenti personali del pontefice vengono detti aiutanti di camera e, per estensione, come peraltro da antichi documenti, gli stessi Sediari pontifici.

## I cubicolari nell'arte
I cubiculari sono raffigurati in opere d'arte famose, come il Sogno di Innocenzo III di Giotto dove il papa ha presso di sé due cubiculari che dormono a turno, e il Sogno di Costantino di Piero della Francesca, dove il cubiculario veglia sul sonno dell'imperatore Costantino.